# Cây sồi Newland

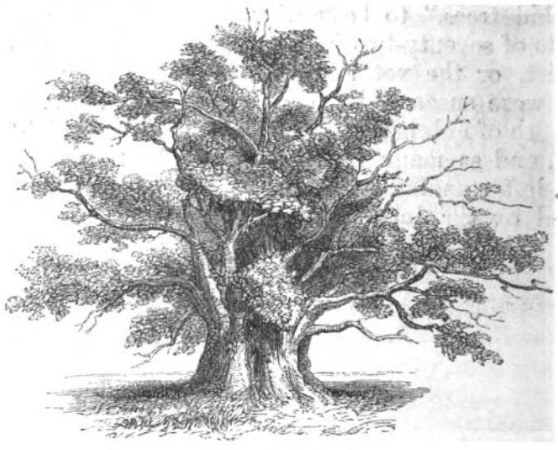
Sồi Newland, 1858

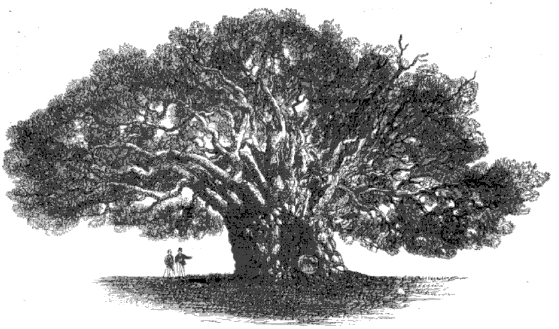
Sồi Newland, 1875

Cây sồi Newland là một cây sồi già ở Newland, Gloucestershire, Anh. Ban đầu, cây sồi là một phần trong khu rừng Dean cổ xưa. Nó sống sót qua vụ dọn dẹp, tạo ra khu định cư tại Newland và sau đó là chiến dịch chặt cây gỗ. Với kích thước lớn, đồ sộ, nó thường được coi là đối thủ của cây sồi nổi tiếng lớn nhất ở Anh, Cowthorpe. Phần lớn cây bị ngã trong tuyết lớn vào năm 1955 nhưng vẫn còn một nhánh tồn tại cho đến năm 1970 đến khi bị đốt phá.  Một cây khác thay thế được trồng từ một trong những hạt lấy từ cây ban đầu đã bắt đầu đâm chồi vào năm 1964.

## Lịch sử
Cần phải lần về năm 1000 để biết rõ hơn về nguồn gốc của cây sồi này. Lúc đó, nó là một phần của khu rừng rộng lớn, cổ xưa bao phủ phần lớn Tây Gloucestershire. Sồi Newland thuộc họ sồi Anh (Quercus robur). Phần lớn diện tích rừng bị chặt phá trong những năm sau đó để tạo ra khu định cư Newland (còn được gọi là "vùng đất mới"). Trong nhiều năm tiếp sau, cây đứng một mình trong cánh đồng Spout Farm, cách nhà thờ Newland khoảng 1 dặm (1,6 km) về phía tây bắc. Nó từng bị cắt ngọn và trong nhiều thế kỷ được gọi là "Sồi lớn".
Là một trong những cây sồi lớn nhất ở Anh, sồi Newland là đề tài thu hút sự chú ý. Nhà khảo cổ John Timbs đã mô tả nó là "một trong những cây đáng chú ý nhất trong cả nước" vào năm 1839 và một bản khắc của cây đã được đưa vào tập thơ De Wyrhale của PJ Ducarel vào năm 1836. Đến năm 1874, nó gần như bị "vùi dập và tàn lụi", mặc dù nhà tự nhiên học Edwin Lees nghĩ rằng nó có thể sống thêm 500 năm nữa.
Tháng 5 năm 1955, do tuyết rơi dày, phần lớn các bộ phận của cây vì già cỗi nên đã lần lượt rơi xuống. Năm 1964, nó được mô tả là "đã tàn lụi quá nặng nề". Chỉ còn một nhánh vẫn trụ lại nhưng nó nhanh chóng bị đốn hạ vào năm 1970. Song song đó, người ta trồng lên một cây thay thế từ chính một trong những quả sồi từ cây cổ thụ này. Người trồng là Cyril Hart, kiểm lâm viên của rừng Dean. Ông trồng nó vào ngày 21 tháng 12 năm 1964. Cây mới hiện vẫn còn tồn tại và một phần cây cũ, đã mục ruỗng vẫn còn nằm ở đó vào năm 2011. Theo Hart, tính đến năm 1966, sồi Newland đã mất "200 năm để phát triển, 200 năm để tồn tại và 200 héo mòn".

## Kích thước
Người ta đã thực hiện đo nhiều lần chu vi của sồi Newman. Lần đo đầu năm 1839 cho ra chu vi quanh thân là 41 foot (12 m) và năm 1875 là 60 foot (18 m). Với chu vi khổng lồ như vậy, nó được coi là một thách thức lớn đối với sồi Cowthorpe, cây sồi già nhất ở Anh. Lần đo năm 1906 ghi nhận con số 13,25 mét (43,5 ft) và trong từ điển bách khoa Britannica năm 1911, chu vi của nó được ghi 47 foot 6 inch (14,48 m) khi đo ở độ cao 5 foot (1,5 m) từ mặt đất. Năm 1931 chu vi của nó là 46 foot 4 inch (14,12 m) ở độ cao 1 foot (0,30 m) và vào năm 1950 là 13,72 mét (45,0 ft).
Sồi Cowthorpe được mô tả là có "đường kính lớn nhất của bất kỳ cây nào ở Anh". Một ấn phẩm Văn phòng của Nữ hoàng phát hành năm 1964 cho biết rằng sồi Newland có chu vi quanh thân tương đương với bất kỳ cây nào được ghi nhận ở Anh trong thời hiện đại, nhưng theo Julian Hight, nó chỉ là cây có chu vi quanh thân lớn thứ hai của họ sồi Anh (sau cây sồi Cowthorpe).